# Muralla de Curiel de Duero
La muralla de Curiel de Duero es el nombre de los restos de fortificaciones medievales, siglo XII, situadas en dicho municipio vallisoletano, Castilla y León (España).
Los muros originales tuvieron cuatro puertas, de las que sólo queda una en el barrio del Calvario, a saber: la Puerta de la Magdalena.

## Imágenes

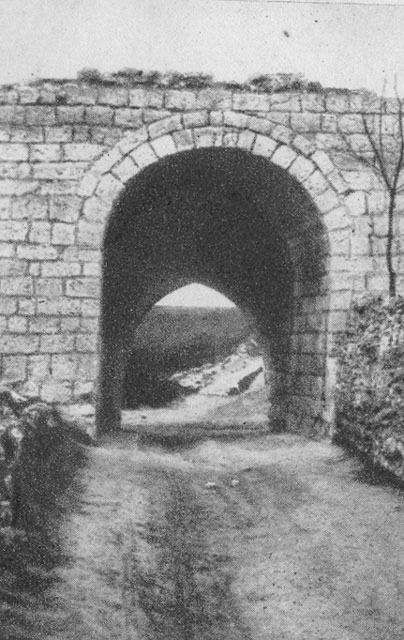
Entrada al pueblo por la muralla.
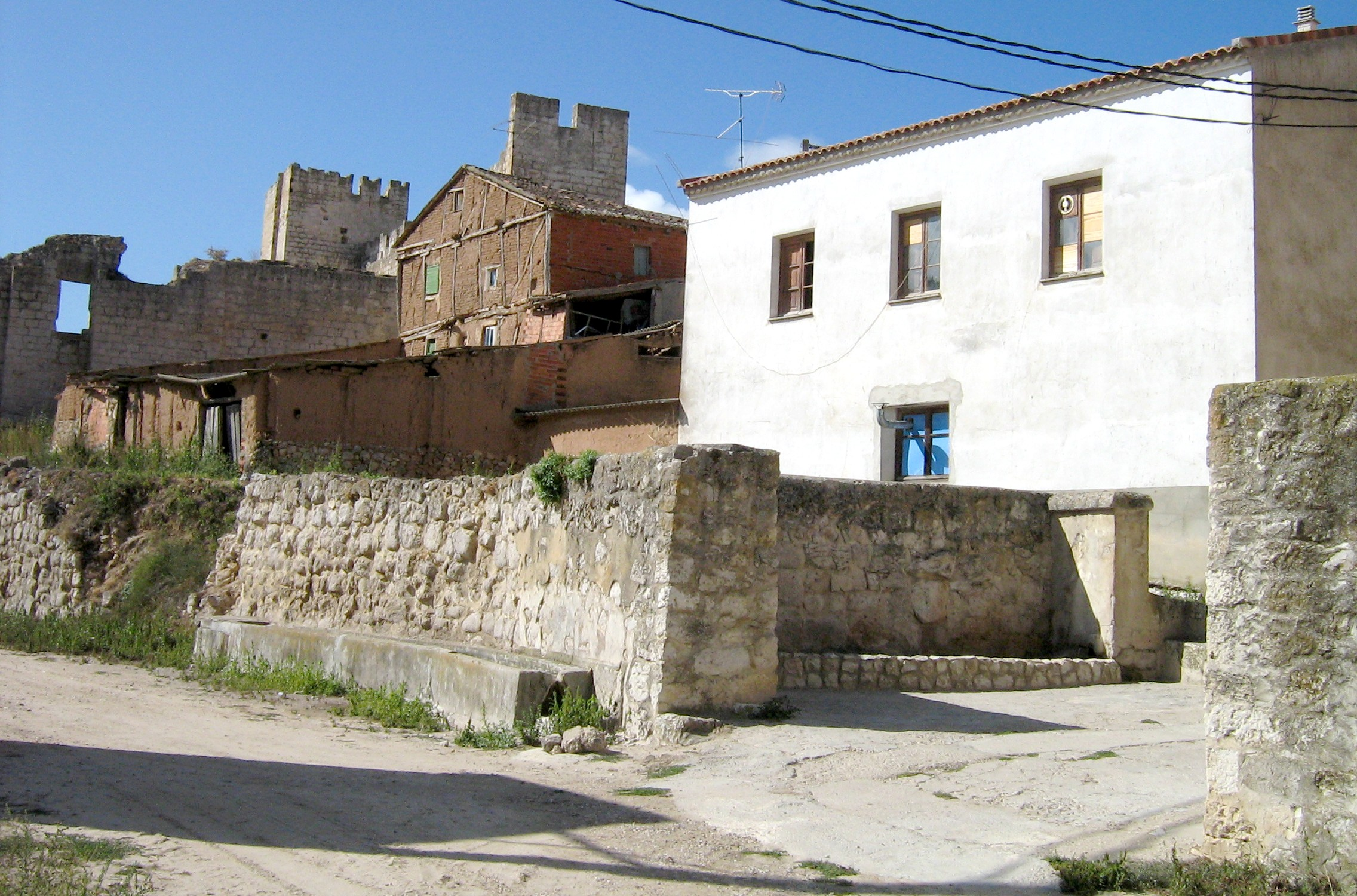
Curiel de Duero. Palacio de Zúñiga. Puerta de la Muralla (Restos). Fuente y pilón de ovejas. Valle del Cuco.
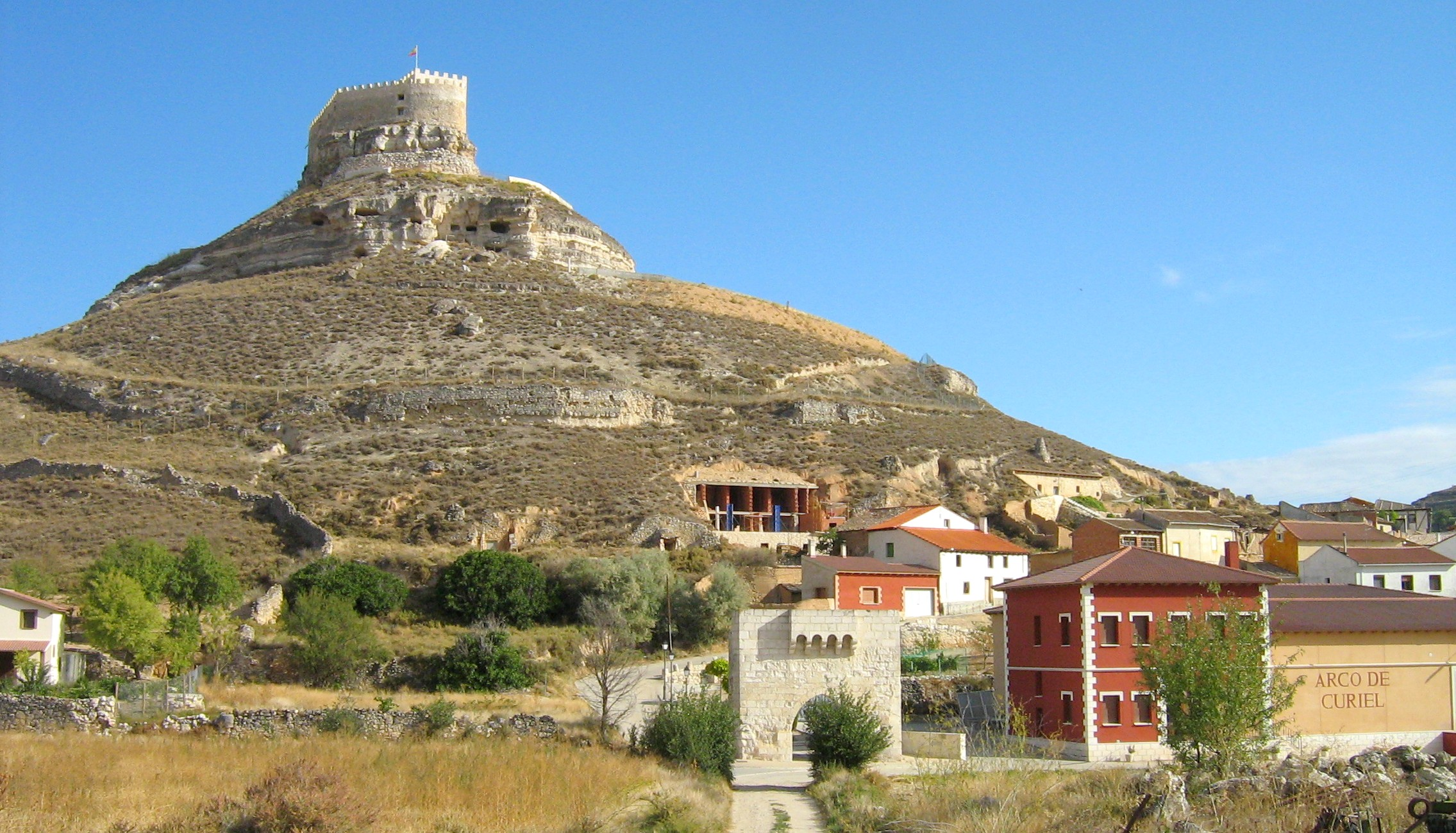
Puerta de la muralla en primer plano, al fondo el Castillo de Curiel de Duero.
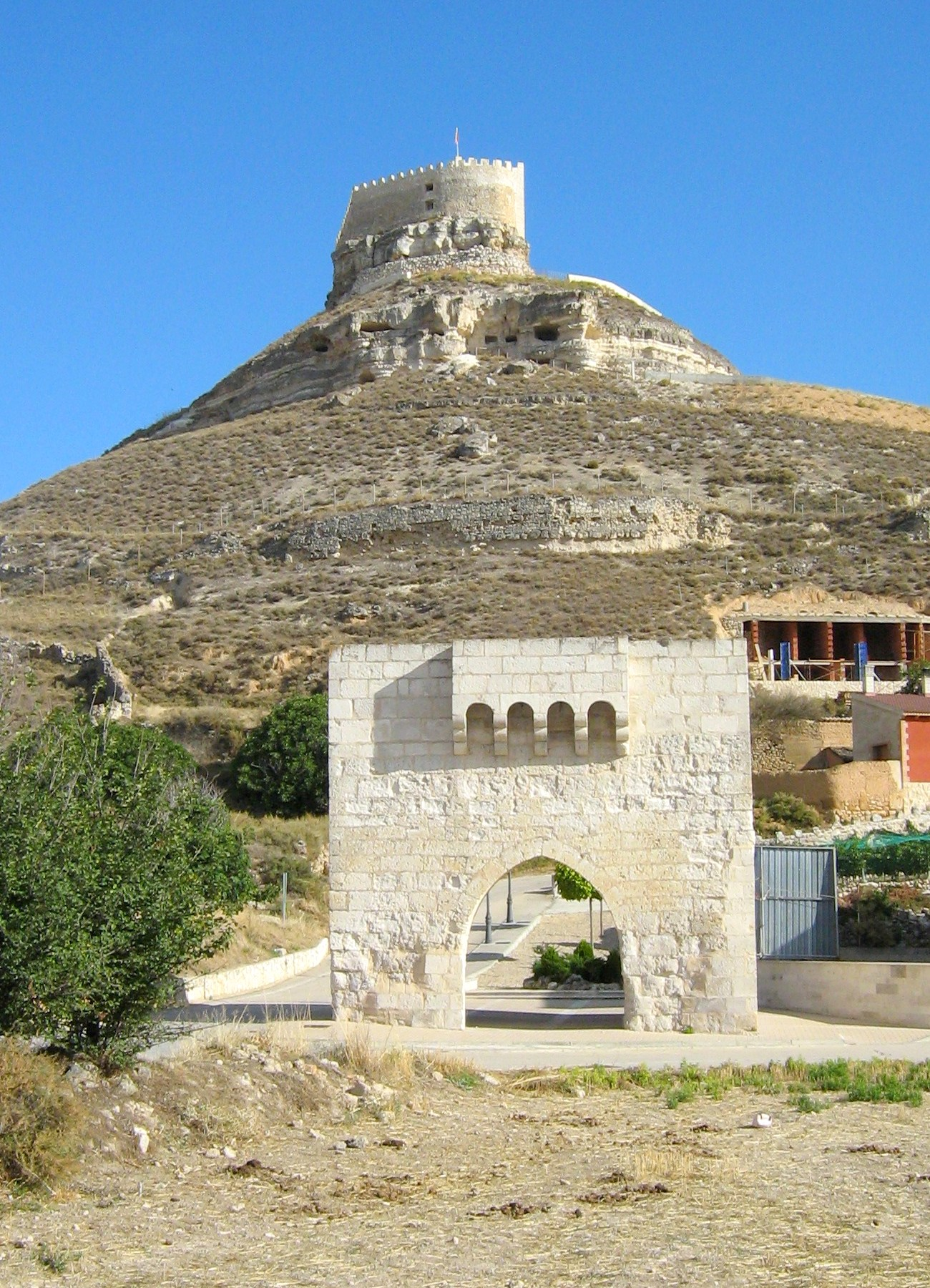
Arco en primer plano.